# Аліша Леманн
Аліша Леманн (нім. Alisha Lehmann; нар. 21 січня 1999, Швейцарія) — професійна швейцарська футболістка, нападниця італійського клубу «Ювентус» та збірної Швейцарії з футболу.

## Ігрова кар'єра
У дорослому футболі дебютувала 2018 року виступами за команду «Вест Гем Юнайтед».
З 2021 по 2024 роки захищала кольори іншого англійського клубу «Астон Вілла».
З 2024 року виступає за італійський клуб «Ювентус».

## Особисте життя
Аліша Леманн є відкритою бісекуалкою.